# Planeur militaire

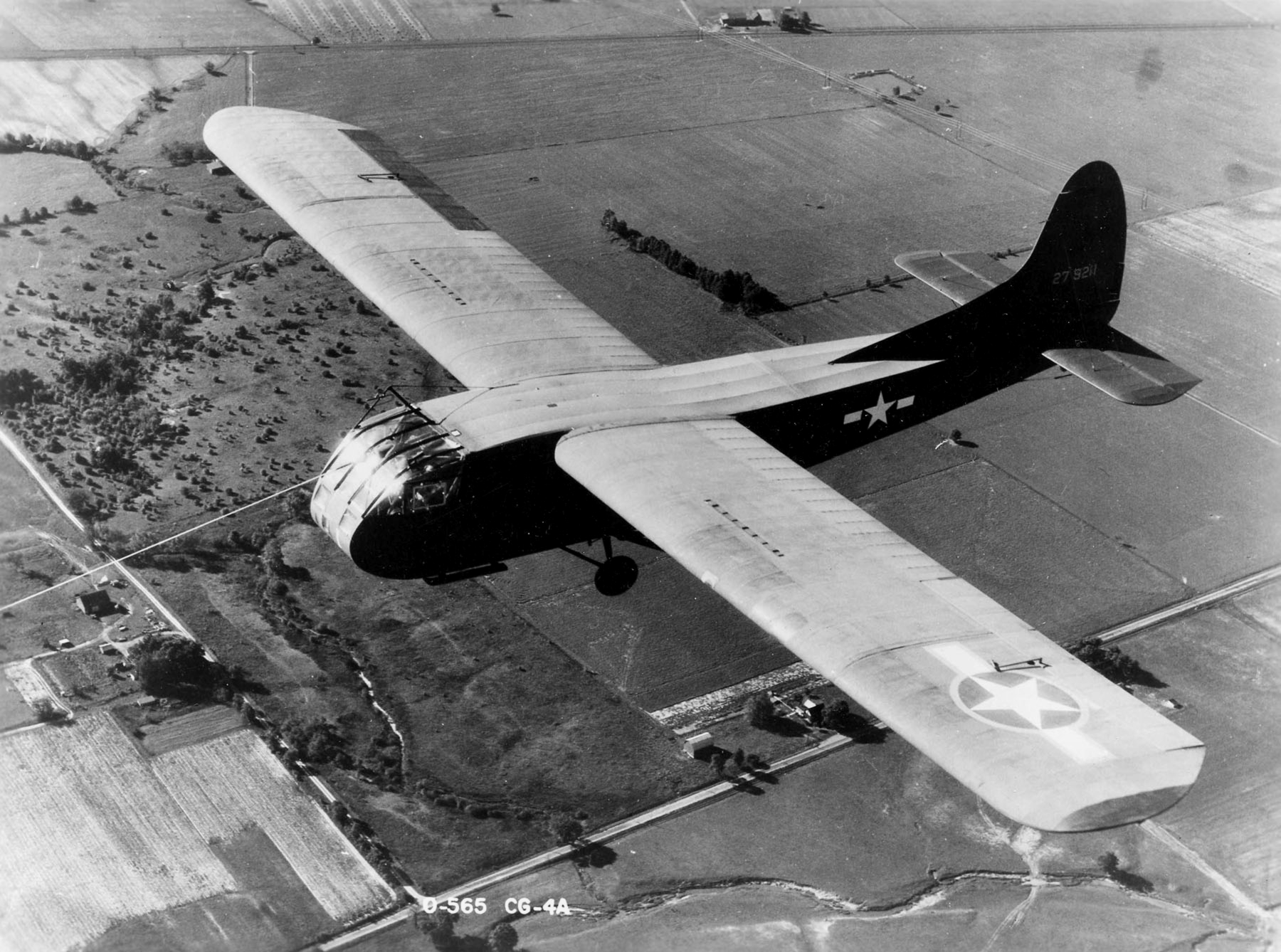
Un planeur Waco CG-4 de l'US Air Force.

Les planeurs militaires ou planeurs de débarquement sont des planeurs lourds qui ont été utilisés par les armées de divers pays pour l'acheminement et l'atterrissage de troupes aérotransportées spécialisées (en anglais Glider infantry (en)) et d'équipements lourds vers une zone de combat, en particulier au cours de la Seconde Guerre mondiale.
Développés d'abord par l'Allemagne et l'Union soviétique dans les années 1930, puis par le Royaume-Uni et les États-Unis pendant la Seconde Guerre mondiale, ces appareils peuvent transporter une dizaine de soldats ou plus d'une tonne de matériel mais sont le plus souvent à usage unique en raison des dégâts subis à l'atterrissage. Le planeur de débarquement a été abandonné dans les années 1950/1960, remplacé par les hélicoptères et les avions de transport plus flexibles, efficaces et fiables en opération.

## Généralités
Ces aéronefs sans moteur étaient remorqués au décollage et pendant la majeure partie de leur trajet par des avions de transport militaires, par exemple les C-47 Skytrain ou Dakota, ou des bombardiers relégués à des missions secondaires, comme le Short Stirling. Les planeurs militaires n'avaient pas pour vocation ni n'étaient conçus pour rester longtemps en vol. Une fois décrochés de l'avion remorqueur près du front, ils devaient trouver rapidement un moyen de se poser sur un terrain assez plat et dégagé, tout en étant près de la cible. Il était évidemment préférable de limiter les dégâts infligés au matériel ou aux soldats, mais les résultats lors des atterrissages étaient tributaires de la qualité des zones d'atterrissage (en anglais : landing zones, ou « LZ »), qui étaient généralement loin d'être idéales. La nature « à usage unique » de ces appareils et des missions qui nécessitaient leur emploi faisait qu'ils étaient considérés dans une certaine mesure comme des appareils « jetables ». Leur construction était donc faite à partir de matériaux communs et peu coûteux, généralement du bois et de la toile ou du tissu. Le prix par unité des planeur a toutefois conduit au développement d'une technique de récupération à l'« arraché », le Glider snatch pick-up, qui sera employé lors de l'Opération Neptune, avec succès lors de l'opération Market Garden.
Les troupes arrivant au sol par planeur étaient désignées « aérotransportées », par opposition aux parachutistes. Les parachutages causaient une dispersion importante des troupes au-dessus de la zone d'atterrissage, et celles-ci se retrouvaient généralement séparées d'autres équipements aéro-largués, comme les véhicules ou les canons antichars. À l'opposé, les planeurs pouvaient déposer les troupes et les membres de soutien dans des concentrations bien meilleures et théoriquement dans des zones très précises. En outre, une fois décroché de son avion-remorqueur à une distance correcte de sa cible, un planeur devenait très silencieux et extrêmement difficile à identifier par l'ennemi. De plus gros modèles furent développés pour déposer du matériel lourd, comme des canons antichars, des canons antiaériens, des véhicules légers — souvent des Jeeps —, voire des chars légers, comme le Tetrarch. Cet équipement plus lourd procurait par ailleurs une force de frappe plus importante aux troupes parachutistes, habituellement assez peu armées. Les Soviétiques expérimentèrent également des techniques pour délivrer des chars aux troupes par voie aérienne, comme l'Antonov A-40, un char planant doté d'ailes détachables.
Les planeurs de transport troupe n'avaient pas l'aura des planeurs haute performance qui s'étaient développés dans les compétitions internationales. C'étaient souvent d'énormes remorques aériennes lourdement chargées destinées à réaliser ni plus ni moins que des vols planés et si possible des atterrissages sans douleurs. Toutefois leur filiation avec la famille des planeurs plutôt que celle des avions est indéniable. Le Waco était à ce titre une machine remarquable de laideur fonctionnelle et, entre les mains d'un bon pilote, il pouvait réellement réaliser des performances de vol à voile; Chester Decker, champion national américain de vol à voile en 1936 et 1939, pilotait un CG-4A remorqué pour l'armée, transportant dix membres de troupe aérotransportée entièrement équipés lors d'un vol à travers le pays à destination de Wright-Field en Ohio ; à 7 000 pieds, l'air était agité de thermiques, le ciel parsemé de bons cumulus ; le planeur secoué s'est accidentellement détaché du câble de remorquage alors qu'il restait encore 50 milles à parcourir ; plutôt que de procéder à un atterrissage d'urgence. Decker a calmement recherché le thermique probable le plus proche, a grimpé jusqu'à la base des nuages, s'est dirigé vers le thermique suivant et s'est ainsi frayé un chemin vers sa destination, au grand étonnement des passagers.
Lorsque débuta la Guerre de Corée, les hélicoptères avaient déjà largement remplacé les planeurs. Les hélicoptères offraient la capacité d'extraire les soldats, en plus de pouvoir les déposer à peu-près n'importe où sur le champ de bataille avec une grande précision. En parallèle, de grandes avancées avaient été faites dans le domaine du transport aérien, au point que même des chars légers puissent directement être parachutés sur le champ de bataille. De nos jours, seules les forces spéciales utilisent encore des planeurs, lors de missions d'infiltration silencieuses à petite échelle.

## Histoire
Le développement de planeurs modernes fut stimulé par le Traité de Versailles qui suivit la Première Guerre mondiale, selon les termes duquel l'Allemagne avait interdiction de concevoir ou produire certains types d'avions à forte puissance. En conséquence, les concepteurs aéronautiques allemands portèrent leur attention vers le développement pratique d'avions non-motorisés, avec un pilote restant en l'air à l'intérieur d'un planeur pendant plus de vingt minutes et une compétition internationale de vol à voile émergeant en 1922.
Les premiers objectifs sportifs des planeurs furent rapidement éclipsés, en Allemagne et en Union soviétique, par des applications plus militaires, principalement l'entraînement des pilotes. En 1934, l'Union soviétique disposait de dix écoles de vol à voile et 57 000 pilotes de planeurs ayant obtenu une licence.
En 1932, les Soviétiques présentèrent le TsK Komsula, un planeur quadriplace conçu par G. F. Groschev pouvant aussi être utilisé pour le transport de matériel. Des modèles plus grands furent ensuite développés, culminant en un planeur à 18 places conçu à l'institut militaire de Leningrad en 1935. Le colonel de la Luftwaffe Kurt Student visita Moscou, dans le cadre d'un programme de collaboration militaire avec l'Union soviétique. De retour à Berlin, il rapporta à ses supérieurs les détails d'un parachutage de 1 500 hommes et des gros planeurs de transport qu'il avait vu. En conséquence, la Luftwaffe ouvrit une école de parachutisme en 1937. Des tests ultérieurs sur le terrain convinrent Student qu'un véhicule était nécessaire pour délivrer les armes lourdes pour les troupes parachutistes légèrement armées. L'idée fut délaissée jusqu'en octobre 1938, date à laquelle Student était passé au grade de major-général et fut désigné inspecteur des forces aériennes. Le développement d'un planeur transporteur de troupes fut attribué à Hans Jacobs, de l'institut allemand de recherche pour le vol à voile (en allemand : Deutsche Forschungsanstalt für Segelflug, ou DFS), pour le développement du DFS 230, qui pouvait embarquer de 9 à 10 troupes intégralement équipées ou 1 200 kg de matériel.

### Les planeurs militaires allemands

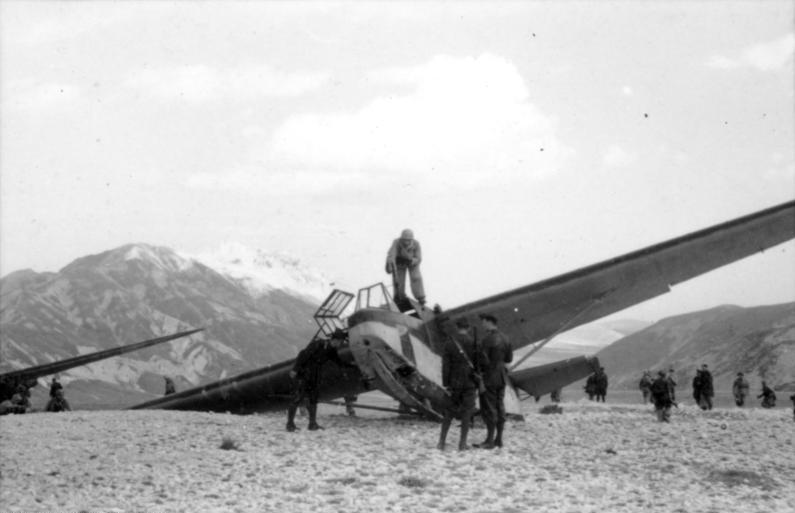
Un planeur DFS 230 allemand après son débarquement de troupes lors de l'opération Eiche, le 12 septembre 1943.

Les Allemands furent les premiers à utiliser des planeurs au combat, les faits d'armes les plus marquants étant l'attaque du fort d'Ében-Émael et la capture des ponts au-dessus du canal Albert a Veldwezelt, Vroenhoven et Kanne le 10 mai 1940, au cours de laquelle 41 planeurs DFS 230 transportant dix soldats chacun furent amenés par des Junkers Ju 52. Dix planeurs atterrirent sur le toit en herbe de la forteresse. Seulement vingt minutes après l'atterrissage, la force avait neutralisé le bâtiment au prix de six morts et vingt blessés. Hitler était désireux d'obtenir le maximum de publicité et de nombreux attachés étrangers se virent offrir des visites guidées de la forteresse. Du coup, les Britanniques, les Américains et les Japonais devinrent rapidement conscients des méthodes qui avaient été employées pendant le raid. Sans surprise, dès le milieu de l'année 1940, les Japonais et les Britanniques avaient eux-aussi des programmes de planeurs en cours.
Le développement se porta même ensuite sur des appareils de taille encore plus importante, comme les Gotha Go 242 (23 soldats) ou l'énorme Messerschmitt Me 321 (130 soldats) pour le transport d'armements lourds, en prévision des opérations Seelöwe et Barbarossa.
Les planeurs furent aussi utilisés par les Allemands en Grèce, en 1941. le 26 avril 1941, les troupes de six DFS 230 capturèrent le pont au-dessus du canal de Corinthe, accompagnées par 40 avions remplis de parachutistes allemands (par chance, les Britanniques firent sauter le pont seulement quelques heures plus tard). Ensuite, le général Student parvint à convaincre Hitler que la Crète pourrait être capturée en n'utilisant que des troupes aéroportées. Par conséquent, le 20 mai 1941, 500 avions de transport allemands transportant des parachutistes et 74 planeurs DFS 230 décollèrent de la Grèce. Pendant la capture de l'île, 5 140 soldats aéroportés allemands furent soit tués, soit blessés, sur les 13 000 envoyés au combat. Parmi les 350 avions allemands détruits dans l'opération, la moitié furent des Ju 52, ce qui mit un sérieux coup aux ressources nécessaires pour l'invasion de l'Union soviétique qui devait se produire peu après. À la suite de cette opération, et au vu de ces résultats décevants, Hitler jura ne plus jamais ré-utiliser sa force aéroportée dans de telles proportions.
Quelques opérations avec des planeurs continuèrent plus tard dans la guerre, quelques exemples étant l'opération de sauvetage de Benito Mussolini dans le Gran Sasso et des opérations de ravitaillement d'urgence en Russie, Afrique du Nord et Europe occidentale vers la fin du conflit. Le Ju 332 Mammut fut le plus grand planeur jamais construit, mais il ne fut jamais utilisé opérationnellement. Les planeurs militaires n'étaient cependant pas uniquement destinés au transport ; Le Blohm & Voss BV 40 était par exemple un planeur de chasse conçu pour attaquer les formations de bombardiers, mais il ne fut jamais utilisé.

### Les planeurs militaires britanniques

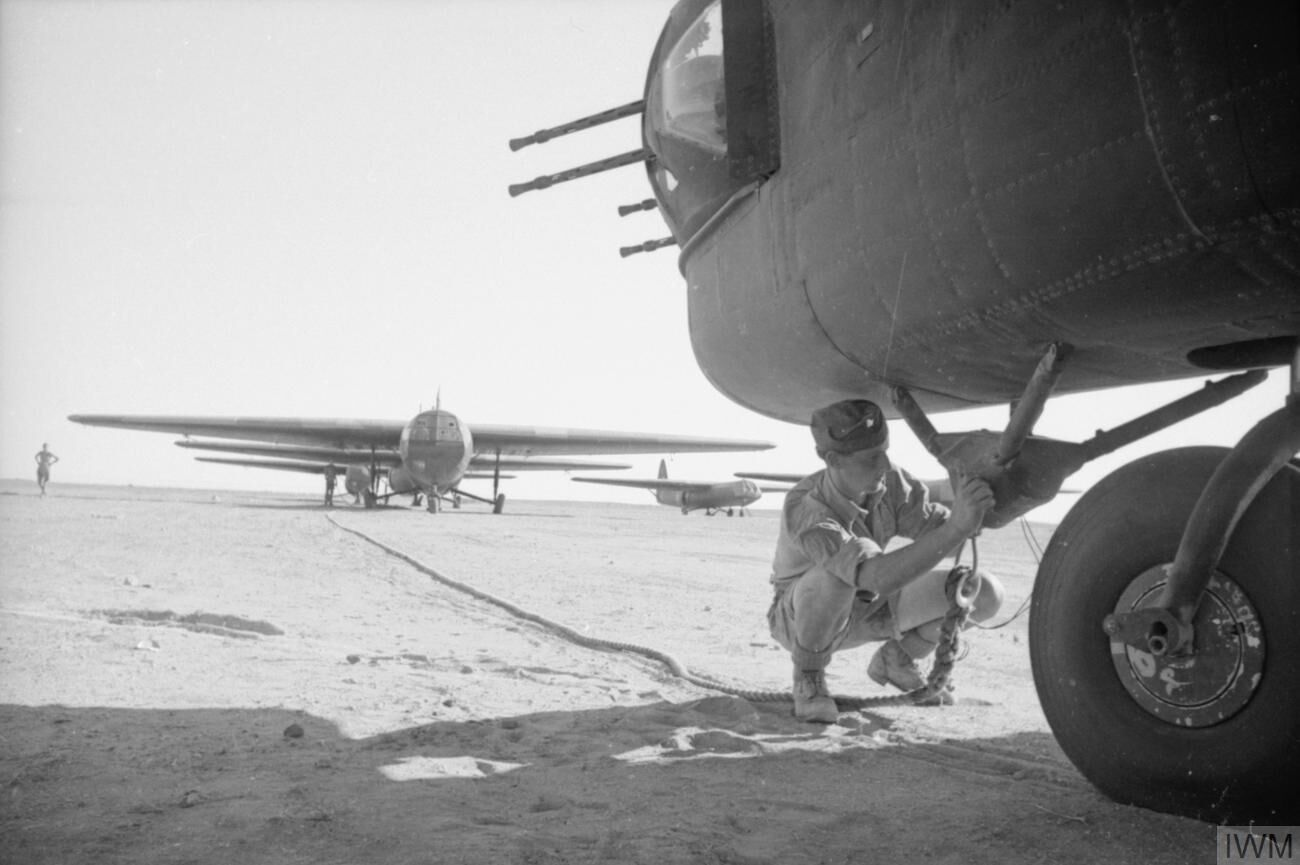
Un aviateur de la RAF attache le câble de remorquage d'un planeur Horsa au crochet d'un remorqueur de planeurs Handley Page Halifax, en Tunisie, en préparation à l'opération Fustian, en juillet 1943.

Le Royaume-Uni démarra le développement de planeurs au milieu des années 1940, fortement inspiré par les résultats de l'assaut allemand sur Ében-Émael de mai 1940. Parmi les divers modèles conçus figurait l'Airspeed Horsa et sa capacité de 28 soldats, ainsi que le planeur cargo GAL 49 Hamilcar, avec sa capacité d'emport de sept tonnes de matériel. Le Hamilcar pouvait emporter des véhicules, des canons antichars et des chars légers directement sur le champ de bataille. Le GAL 48 Hotspur — initialement conçu comme planeur d'assaut compact emportant un petit nombre de soldats — fut utilisé pour entraîner les pilotes de la British Army qui formaient le régiment de pilotes de planeurs (en). Le Slingsby Hengist était un concept de secours qui ne fut finalement pas nécessaire lorsque le Waco CG-4 américain, de capacité similaire, devint disponible en grands nombres via le programme de prêt-bail mis en place par les États-Unis. En service au sein des troupes britanniques, le CG-4 reçut le nom de « Hadrian ». 400 des 3 600 Horsas produits furent fournis à l'US Air Force.
Les actions britanniques les plus célèbres impliquant l'usage de planeurs furent l'échec de l'opération Freshman contre une usine de production d'eau lourde en Norvège en 1942, la prise de Pegasus Bridge au cours d'une opération « coup de main » (opération Deadstick) au tout début de l'invasion de la Normandie, l'opération Dove au cours du débarquement de Provence, l'opération Market Garden (l'atterrissage à Arnhem Bridge (en) pour tenter de saisir une tête de pont sur le Bas-Rhin) et l'Opération Varsity (traversée du Rhin). Sur les 2 596 planeurs dispersés pour l'opération Market Garden, 2 239 furent efficaces dans le débarquement de troupes et d'équipement vers leurs zones d'atterrissage assignées.
Bien qu'au sein de la Royal Air Force les planeurs soient toujours utilisés de nos jours par la Royal Air Force Gliding & Soaring Association (en) et pour l'entraînement des cadets par l'Air Training Corps, ils ne sont pas utilisés pour les opérations de combat. Il n'y a plus aucun planeur de transport de troupes en service britannique depuis 1957.

### Les planeurs militaires américains

#### US Army,US Army Air ForcesetUS Air Force
Lorsque les États-Unis sont entrés dans la Seconde Guerre mondiale fin 1941, l'Armée de l'air avait abandonné depuis longtemps l'idée d'utiliser des planeurs de combat. La seule expérience de planeur aux États-Unis se trouvait dans le mouvement de vol à voile sportif, qui était soutenu par une très petite industrie du planeur, autour de clubs sportif gérés par la Soaring Society of America. À partir du début 1941, c'est vers ces personnes que l'armée s'est tournée après que le commandant de l'Air Corps, le major général H.H. Arnold, ait donné le feu vert au développement de planeurs de troupes et l'achat de planeurs d'entraînement appropriés.
Le major général Henry « Hap » Arnold, Chief of Staff adjoint pour l'Air (devenant général commandant pour l'US Army Air Forces le 9 mars 1942), initia une étude avec dans l'idée le développement d'un planeur capable d'être remorqué par un avion. Cette directive fut mise en mouvement de manière discrète sous le nom de « Classified Technical Instructions » (CTI, en français : Instruction techniques classifiées) numérotées CTI-198 (le 24 février 1941) et CTI-203 (le 4 mars 1941), qui autorisaient l'obtention de planeurs et d'équipement à deux, huit et quinze places.
Onze compagnies furent invitées à participer au programme de planeur expérimental, mais seulement quatre montrèrent réellement un intérêt pour cette idée : Frankfort Sailplane Company (prototypes XCG-1 et XCG-2), WACO (prototypes XCG-3 et XCG-4), St. Louis Aircraft Corp. (prototypes XCG-5 et XCG-6) et Bowlus Sailplanes (prototypes XCG-7 et XCG-8). Seule la compagnie WACO fut capable de fournir des prototypes de planeur expérimental qui répondaient aux exigences du Materiel Command : le Waco CG-3A à huit places — plus tard modifié pour devenir un appareil de production à neuf places — et le CG-4 à quinze places. En octobre 1941, Lewin B. Barringer fut désigné spécialiste des planeurs de la branche aérienne des quartiers généraux de l'Army Air Forces, répondant au général Arnold, et placé aux commandes du programme de planeur. Le choc de l'attaque japonaise sur Pearl Harbor du 7 décembre 1941 incita les États-Unis à placer à 1 000 le nombre de pilotes de planeurs nécessaires, afin de piloter 500 planeurs à huit sièges et 500 autres à quinze sièges. Ce nombre de pilotes fut porté à 6 000 au mois de juin 1942. Lorsque Barringer disparut en mer lors d'un vol vers l'Angleterre en janvier 1943, le programme fut placé sous la direction de Richard C. du Pont, avec la fonction de « Special Assistant for the Glider Program ». De cette manière il détenait le même pouvoir que plusieurs chefs d'état-major adjoints sur les questions purement liées au programme de planeurs. Arnold était à la recherche de financement pour le programme des planeurs ce qui explique en partie la nomination de duPont, bien connecté à l'empire industriel duPont. Il était par ailleurs détenteur de plusieurs records de vol à voile. Chichester du Pont meurt le 11 septembre 1943, dans le premier essai raté du premier prototype du General Airborne Transport XCG-16 de Hawley Bowlus et est remplacé par son frère A. Felix du Pont Jr. (en). De plus gros planeurs, comme le Waco CG-13A à 30 places et le Laister-Kauffman CG-10A (en) à 42 places, furent conçus plus tard.
Le modèle le plus largement utilisé fut le Waco CG-4A, qui fut utilisé pour la première fois pendant l'invasion de la Sicile, en juillet 1943, et participa à l'assaut du Jour J en France le 6 juin 1944. Il fut ensuite utilisé dans d'autres opérations aéroportées majeures en Europe, incluant l'Opération Market Garden en septembre 1944 et la traversée du Rhin en mars 1945, ainsi que sur le théâtre des opérations de Chine-Birmanie-Inde. Le CG-4A était fait d'une armature en bois et métal recouverte de tissu, piloté par deux hommes et avec une charge maximale autorisée de 1 682 kg, lui permettant d'embarquer treize soldats équipés, une Jeep, ou une petite pièce d'artillerie. Le CG-10 pouvait embarquer jusqu'à 4 921 kg de charge, soit deux obusiers à la fois. La dernière mission de planeurs de la guerre fut effectuée à Luçon, dans les Philippines, le 23 juin 1945. À la fin de la guerre, les États-Unis avaient construit 14 612 planeurs de tous types et avaient formé plus de 6 000 pilotes. Les modèles de la compagnie WACO furent également produits par une grande variété de constructeurs, tels la Ford Motor Company ou la Cessna Aircraft Company, mais également des fabricants de meubles, de pianos et de cercueils,.
Après la Seconde Guerre mondiale, les États-Unis ne maintinrent en service qu'un seul régiment de planeurs. Ils furent utilisés lors d'exercices militaires en 1949, mais les opérations en planeur furent retirées des capacités de l'US Army le 1er janvier 1953. Toutefois, de nos jours des planeurs sont toujours utilisés par l'US Air Force à l'United States Air Force Academy pour former les cadets aux règles de base du vol.

#### US NavyetUS Marine Corps
En avril 1941, l'officier de l'US Navy Marc A. Mitscher proposa que la Navy développe des planeurs amphibies dotés de coques d'hydravions, avec pour objectif le déploiement d'une flotte de planeurs amphibies, capables de déposer une entière brigade de 715 hommes de l'US Marine Corps sur une plage hostile, les planeurs devant être remorqués par des avions amphibies Consolidated PBY-5A Catalina. Le Bureau of Aeronautics (BuAer) de la Navy développa des spécifications pour deux types de planeurs amphibies : un modèle à simple coque qui pouvait embarquer 12 soldats et un modèle à double coque qui pouvait en embarquer 24. Deux compagnies, l'Allied Aviation Corporation (en) et la Bristol Aeronautical Corporation, reçurent des contrats pour la production de 100 planeurs, et les prévisions étaient de 12 000 planeurs supplémentaires si le concept se montrait réussi.
Aucun planeur à double coque ne fut construit, mais chaque compagnie construisit le prototype du planeur à simple coque : le XLRA-1 pour Allied Aviation et le XLRQ-1 pour Bristol Aeronautical. Les deux prototypes effectuèrent leur premier vol au début de l'année 1943, mais à ce moment-là, la Navy et l'US Marine Corps avaient déjà conclu que l'emploi de planeurs pour déposer des Marines sur des plages n'était pas une solution pratique. Aucun autre exemplaire des deux modèles de planeurs ne fut construit, et la marine américaine mit officiellement fin au programme de planeurs amphibies le 27 septembre 1943. Les tests des deux prototypes continuèrent malgré tout jusqu'au début du mois de décembre, apparemment en relation avec le développement d'une bombe planante.
L'US Marine Corps établit une unité d'entraînement sur planeurs au début de l'année 1942 à Parris Island, en Caroline du Sud, utilisant des Pratt-Read LNE-1 et Schweizer LNS-1 d'entraînement non-amphibies. De plus, la Navy prit livraison pendant la Seconde Guerre mondiale de 15 Waco CG-4A non-amphibies de l'US Army Air Forces pour évaluation, sous la désignation marine LRW-1. Aucune de ces initiatives ne déboucha sur l'emploi de planeurs par la Navy ou l'US Marine Corps.

### Les planeurs militaires soviétiques
L'Union soviétique construisit les premiers planeurs militaires, bien qu'aucun planeur n'ait été produit en quantités avant la Seconde Guerre mondiale. Les tentatives de construction de planeurs militaires remontent à la fin des années 1920 et au début des années 1930. En 1932, Grokhovski produisit le Grokhovski G63 à seize places puis, en 1936, sur les instructions du chef de l'armée de l'air Alknis, GF Groshev construisit un planeur à quatre places, le GN-8.
Le 23 janvier 1940, le Comité central du Parti communiste de l'Union soviétique prit la décision de créer une administration de la production aéronautique au Commissariat du peuple pour la production de planeurs, sous la direction de V. S. Koulikov. L'ingénieur en chef était P. V. Tsybine (ru). À l'automne de cette même année, un concours pour le développement d'un modèle de planeur militaire fut lancé. À la fin de la compétition, le premier prix fut attribué au projet RF-8 à cinq places du bureau d'études Antonov, qui passa ensuite en un appareil à sept places et fut renommé A-7. En juin 1941, Antonov, Gribovskaya et Tsybine reçurent des spécifications techniques pour le développement de modèles de planeurs devant être produits en série.
Pendant la guerre, il n'y eut que deux modèles de planeurs construits en série, les Antonov A-7 et Gribovski G-11, respectivement à hauteur d'environ 400 et 500 exemplaires chacun. Un planeur moyen, le KC-20, fut produit en petite série, avec une production de 68 exemplaires. Ils furent surtout utilisés pour apporter des armes et ravitailler les partisans soviétiques en Biélorussie en 1942 et 1943, ainsi que pour amener des soldats supplémentaires derrière les lignes de front. En novembre 1942, l'« opération Antigel » (en russe : « Операция Антифриз ») fut menée sur Moscou pendant la bataille de Stalingrad, au cours de laquelle des troupes aéroportées à bord de planeurs livrèrent en urgence de l'antigel aux unités mécanisées devant participer à l'opération Uranus, qui eut lieu du 12 au 16 novembre 1942.
Le 21 septembre 1943, 35 planeurs furent utilisés pendant la traversée du fleuve Dniepr. Plus tard, d'autres types de planeurs furent construits : Le Cybin C-25 en 1944 (25 soldats), le Yakovlev Yak-14 en 1948 (35 soldats) et l'Iliouchine Il-32 également en 1948 (60 soldats). Seul le Yak-14 fut produit produit en série, avec 413 exemplaires construits à l'usine no 168 (en).
L'Union soviétique maintint en activité trois régiments d'infanterie de planeur jusqu'en 1965. Toutefois, les planeurs de transport de la force aérienne soviétique furent progressivement retirés du service avec l'arrivée d'avions de transport à turbopropulseurs comme les Antonov An-12 et An-24, qui entrèrent en service à la fin des années 1950. En 1950, un Yak-14 devint le premier planeur à survoler le pôle Nord.